# St. Cäcilia (Nothberg)

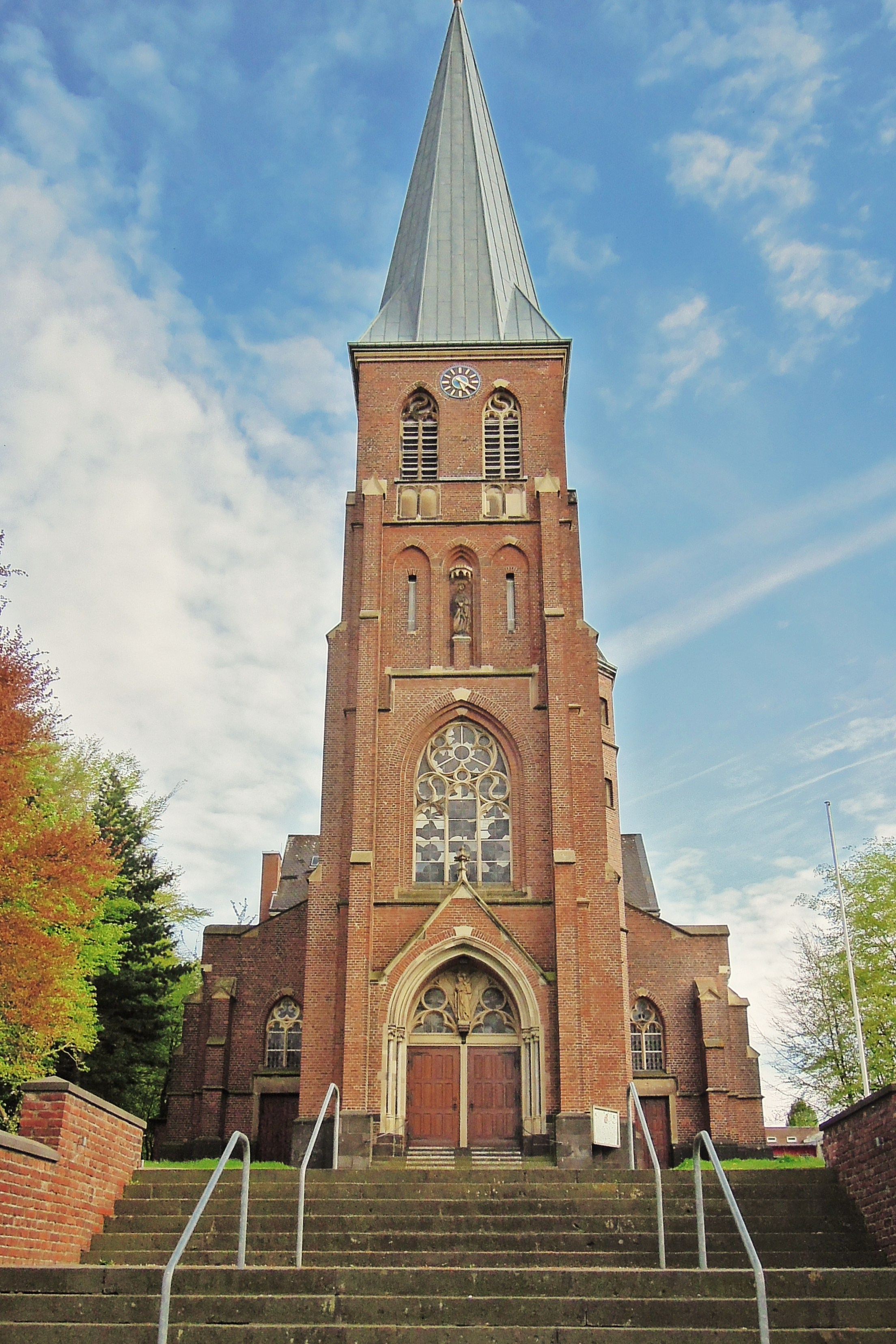
Pfarrkirche St. Cäcilia

Die katholische Filialkirche St. Cäcila ist ein denkmalgeschütztes Kirchengebäude in Nothberg, einem Stadtteil von Eschweiler in der Städteregion Aachen (Nordrhein-Westfalen). Sie ist eine Filialkirche der katholischen Pfarrgemeinde „Heilig Geist“, die 2010 aus fünf ehemaligen Pfarreien im südlichen Stadtgebiet von Eschweiler gebildet wurde. 

## Geschichte
Als Ersatz der früheren Nothberger Kirche, welche durch Bergschäden seit 1906 nicht mehr nutzbar war und erst im Jahr 1970 abgerissen wurde, ist von 1905 bis 1907 der jetzige neugotische Backsteinbau nach Plänen des Aachener Stiftsbaumeisters Peter Friedrich Peters errichtet worden.

## Gnadenbild und Wallfahrt
Aus der alten Pfarrkirche stammt der Gnadenaltar aus der Zeit um 1500, ein spätgotischer Schrein mit Flügelgemälden. Dieser wurde nach dem Zweiten Weltkrieg erneuert. Im Schrein befindet sich ein Vesperbild aus Lindenholz aus der zweiten Hälfte des 14. Jahrhunderts, dessen Fassung erneuert wurde. Dieses Gnadenbild ist eine 1,20 m hohe Pietà aus Lindenholz, einer Darstellung der Gottesmutter Maria mit ihrem toten Sohn auf dem Schoß. Eine kleine spätgotische Wiederholung des Vesperbildes ist zwischen den Figuren von Johannes und Maria zu sehen. An den Flügeln des Altares sind vier Mariendarstellungen zu sehen. 
Erstmals 1382 werden ein „Not-Gottes-Altar“ und ein Gnadenbild der Schmerzhaften Mutter urkundlich erwähnt, die dem Ort mutmaßlich den Namen gegeben haben. Votivtafeln im Altarraum weisen auf die langjährige Wallfahrt zu diesem Gnadenbild hin, die bis heute besteht. Das Gnadenbild wurde am 22. Dezember 1907 in einer feierlichen Prozession in die neue Kirche übertragen.